# Margarida Vila-Nova
Margarida Vila Nova Martins (* 6. Juni 1983 in Lissabon) ist eine portugiesische Schauspielerin. Sie tritt überwiegend in ernsten Rollen auf, ist aber immer wieder auch in komischen Figuren und Comedy-Sendungen des portugiesischen Fernsehens zu sehen.

## Leben
Vila-Novas Eltern waren Filmschaffende, so dass sie sich schon als Kind häufig auf Filmsets aufhielt und auch Statistenrollen spielte. Nach wiederkehrenden Auftritten in Film- und auch Fernsehproduktionen entschied sie 2002, Berufsschauspielerin zu werden und spielte gleich in einigen Telenovelas.
Sie stand nach ihrem Wechsel zur Berufsschauspielerei auch auf Theaterbühnen und gründete 2002 mit der Magníficas Produções eine eigene Theater-Produktionsgesellschaft, doch blieben Film und Fernsehen ihre Hauptbetätigungsfelder. Besonders Serien und Telenovelas wurden seither zu einem Schwerpunkt ihrer Arbeit.
Für ihre Kinorollen wurde sie bei einigen portugiesischen Filmpreisen nominiert, darunter die Prémios Sophia und die Globos de Ouro für ihre Rolle in Ivo Ferreiras Film Hotel Império (2018), für die sie von der SPA 2020 als Beste Schauspielerin ausgezeichnet wurde. Auch für ihre Rollen in Filmen wie Briefe aus dem Krieg (2016) oder Corrupção (2007) war sie nominiert.
2022 führte sie erstmals selbst Regie, im Kurzfilm Pé. Sie spielte hier auch die Hauptrolle, an der Seite von Adriano Luz und António Fonseca.

## Filmografie
- 1987: O Bobo; R: José Álvaro Morais
- 1990: Dédé; R: Jean-Louis Benoît
- 1995: Cabaret (Fernsehserie, Folgen 22, 25 und 26)
- 1999: Jornalistas (Comedy-Fernsehserie, 16 Folgen)
- 2000: Amo-te Teresa (Fernsehfilm); R: Cristina Boavida, Ricardo Espírito Santo
- 2000: A Vida Como Ela É (Fernsehserie, Folge A Fraldinha Ameaçadora)
- 2001: O Fura-Vidas (Sitcom, Folge Três Homens e uma Menina)
- 2001: Segredo de Justiça (Krimiserie, Folge Nr. 9)
- 2001–2002: Anjo Selvagem (Telenovela)
- 2002: A Minha Familia É Uma Animação (Fernsehserie, zwei Folgen)
- 2002: Filha do Mar (Telenovela)
- 2002: Fúria de Viver (Telenovela)
- 2002: A Falha; R: João Mário Grilo
- 2002–2003: O Bairro da Fonte (Fernsehserie)
- 2003: Confissões de Adolescente (Fernsehfilm)
- 2003–2005: Ana e os Sete (Fernsehserie)
- 2004: O Milagre segundo Salomé; R: Mário Barroso
- 2004: Segredo (Fernsehserie, 3 Folgen)
- 2004: Pedras Rolantes (Fernsehfilm); R: Mário Rui
- 2004: O Estratagema do Amor (Kurzfilm); R: Ricardo Aibéo
- 2004: Inspector Max (Fernsehserie, Folge Desvio para a Morte)
- 2004: O Fatalista; R: João Botelho
- 2005–2006: Mundo Meu (Telenovela)
- 2006: Utensílios do Amor (Kurzfilm); R: Telmo Martins
- 2006–2007: Tempo de Viver (Telenovela)
- 2007: Corrupção; R: João Botelho (nicht von ihm gezeichnet)
- 2008: A Corte do Norte; R: João Botelho
- 2008: A Outra (Telenovela)
- 2009–2010: Sentimentos (Telenovela)
- 2010: Die Geheimnisse von Lissabon, R: Raúl Ruiz (2011 auch Fernsehmehrteiler)
- 2010: Filme do Desassossego; R: João Botelho
- 2010–2011: Sedução (Telenovela)
- 2012: Na Escama do Dragão (Kurzfilm); R: Ivo Ferreira
- 2013: Sol de Inverno (Telenovela, 33 Folgen)
- 2014–2015: Mar Salgado (Telenovela)
- 2016: Briefe aus dem Krieg (Cartas da Guerra); R: Ivo Ferreira
- 2017: Amor Amor; R: Jorge Cramez
- 2017–2018: Paixão (Telenovela)
- 2018: Schattenseiten (Entre Sombras) (Kurzfilm); R: Alice Guimarães, Mónica Santos
- 2018: Equinócio (Kurzfilm); R: Ivo Ferreira
- 2018: Hotel Império; R: Ivo Ferreira
- 2019: Sul (Krimiserie, 9 Folgen)
- 2019–2020: Luz Vermelha (Fernsehserie, 13 Folgen)
- 2019–2020: Na Corda Bamba (Telenovela)
- seit 2020: O Clube (Fernsehserie)
- 2022: Causa Própria (Fernsehserie, 7 Folgen)
- 2022: O Jovem Cunhal; R: João Botelho
- 2022: Will-o’-the-Wisp (Fogo-Fátuo); R: João Pedro Rodrigues
- 2022: Revolta; R: Tiago Santos
- 2022: Pé (Kurzfilm) auch Regie und Drehbuch
- seit 2023: Papel Principal (Fernsehserie)
- 2024: Matilha (Fernsehserie, 7 Folgen)
- 2024: Um Lobo Entre os Cisnes
- 2024: Irreversível (Fernsehserie, 6 Folgen)